# Fahri Korutürk
Fahri Sabit Korutürk (3 d'agost de 1903- 12 d'octubre de 1987) fou un oficial de l'armada turca, ambaixador i el sisè President de Turquia.

## Biografia
Va néixer a Istanbul, a Soğukçeşme Sokağı, un petit carrer entre el Palau de Topkapı i Hagia Sophia. Assistí a l'escola de cadets de l'armada el 1916, on es va graduar el 1923 i el 1933 de l'Acadèmia Naval Turca el 1933. Korutürk prestà servei actiu en creuers i submarins i més tard viatjà a l'estranger com a agregat naval a Roma, Berlín i Estocolm. El 1936, participà en la Convenció de Montreux com a assessor militar. El van fer contralmirall el 1950 i comandà diverses unitats fins que es convertí en almirall.
Després de la seva jubilació el 1960 com a comandant de l'Armada turca, Korutürk va ser designat pel Cap d'Estat Cemal Gursel com a ambaixador turc a la Unió Soviètica i posteriorment a Espanya.
El 1968, el President Cevdet Sunay el nomenà membre del Senat. El 6 d'abril de 1973, la Gran Assemblea Nacional de Turquia l'elegia com a 6è President de Turquia. Durant el seu mandat, va tenir lloc, el 20 de juliol de 1974, la Invasió turca de Xipre després que l'arquebisbe Macari III fos expulsat per un cop d'estat dirigit per la dictadura atenenca.
Korutürk ocupà el càrrec durant el període constitucionalment previst de set anys, fins al 6 d'abril del 1980. Després es convertí en senador permanent.
Es casà amb Emel Korutürk el 1944 i van tenir dos fills i una filla. El seu cognom, Korutürk, li va ser donat per Mustafa Kemal Atatürk. Fahri Korutürk moria a Moda, Istanbul. Les seves restes descansen al Cementiri estatal turc a Ankara.

## Obres
- İskajerak Deniz Muharebesi hakkında bir konferans (Una Conferència sobre la Batalla de Skagerrak)